# Élections européennes de 1989 au Portugal
Les élections européennes de 1989 au Portugal (Eleições parlamentares europeias de 1989 (Portugal)) se sont tenues au Portugal le 18 juin 1989, afin d'élire les vingt-quatre députés européens au Parlement européen attribués au Portugal. Elles ont été remportées par le Parti social-démocrate (PPD/PSD).

## Contexte
Lors des élections européennes spéciales du 19 juillet 1987, organisées consécutivement à l'adhésion portugaise à la CEE, le PPD/PSD l'avait emporté avec 37,5 % des voix, soit quinze points d'avance sur l'opposition socialiste. Du fait du retard économique accumulé par le pays durant les années de « l'État nouveau », celui-ci a bénéficié d'importants fonds structurels ayant permis la construction de nombreuses infrastructures, et assuré une forte croissance économique.

## Mode de scrutin
Le mode de scrutin retenu prévoit l'élection des députés européens au scrutin proportionnel suivant la méthode d'Hondt, connue pour avantager les partis arrivés en tête. La loi électorale établit à 24 le nombre de sièges à pourvoir. Les députés sont élus dans une seule circonscription, correspondant à l'ensemble du territoire national.

## Tête de liste des principaux partis
| Parti | Parti                                                          | Tête de liste                                        |
| ----- | -------------------------------------------------------------- | ---------------------------------------------------- |
|       | Parti social-démocrate Partido Social Democrata                | António Capucho Ministre des Affaires parlementaires |
|       | Parti socialiste Partido Socialista                            | João Cravinho                                        |
|       | Coalition démocratique unitaire Coligação Democrática Unitária | Carlos Carvalhas                                     |
|       | Centre démocratique et social Centro Democrático Social        | Francisco Lucas Pires                                |

## Résultats

### Scores
| Parti                           | Parti                                              | Voix      | %        | +/-   | Sièges    | +/-         |
| ------------------------------- | -------------------------------------------------- | --------- | -------- | ----- | --------- | ----------- |
|                                 | Parti social-démocrate (PPD/PSD)                   | 1 358 958 | 32,75 %  | -4,70 | 9         | -1          |
|                                 | Parti socialiste (PS)                              | 1 184 380 | 28,54 %  | +6,26 | 8         | +2          |
|                                 | Coalition démocratique unitaire (CDU) • PCP • PEV  | 597 759   | 14,40 %  | +2,90 | 4 • 3 • 1 | +1 • ± • +1 |
|                                 | Centre démocratique et social (CDS)                | 587 497   | 14,16 %  | -1,34 | 3         | -1          |
|                                 | Parti populaire monarchiste (PPM)                  | 84 272    | 2,03 %   | -0,74 | 0         | =           |
|                                 | Mouvement démocratique portugais (MDP)             | 56 900    | 1,37 %   | +0,88 | 0         | =           |
|                                 | Union démocratique populaire (UDP)                 | 45 017    | 1,08 %   | +0,14 | 0         | =           |
|                                 | Parti socialiste révolutionnaire (PSR)             | 31 775    | 0,77 %   | +0,26 | 0         | =           |
|                                 | Parti démocrate-chrétien (PDC)                     | 29 745    | 0,72 %   | =     | 0         | =           |
|                                 | Parti communiste des travailleurs portugais (PCTP) | 26 682    | 0,64 %   | +0,29 | 0         | =           |
|                                 | Parti ouvrier d'unité socialiste (POUS)            | 11 182    | 0,27 %   | Nv.   | 0         | =           |
|                                 | Front de la gauche révolutionnaire (FER)           | 7 833     | 0,19 %   | Nv.   | 0         | =           |
|                                 | Bulletins blancs                                   | 66 074    | 1,59 %   | +0,38 |           |             |
|                                 | Bulletins nuls                                     | 61 682    | 1,49 %   | +0,17 |           |             |
| TOTAL (participation : 51,10 %) | TOTAL (participation : 51,10 %)                    | 4 149 756 | 100,00 % | N/A   | 24        | N/A         |

### Analyse
Contrairement aux précédentes élections, l'écart entre gauche et droite se resserre, passant de onze à quatre points, toujours en faveur du centre droit. Alors que le pays connaît un important développement économique, le PPD/PSD, qui avait remplacé sa tête de liste à l'occasion du scrutin, ne profite pas de ses succès et connaît son premier recul depuis 1985. Son recul est de moitié seulement compensé par la progression du CDS, qui confirme ainsi sa place dans le paysage politique européen, alors qu'il reste très faible aux élections nationales.
À gauche, la forte progression enregistrée est due à la montée du PS, qui s'impose dans cinq districts, contre trois pour la CDU, qui voit les socialistes prendre le large avec quatorze points d'avance, contre sept deux ans auparavant. Au sein de la coalition, les communistes perdent toutefois un siège au profit des écologistes, qui font ainsi leur entrée au Parlement européen.